# Очки-авиаторы
«Авиатор», также известные как «капельки» — модель солнцезащитных очков, созданных фирмой Bausch & Lomb под брендом Ray-Ban. Очки повторяют анатомическую форму глазницы черепа в соотношении 1:2[прояснить] и никогда не закрывают полностью брови.

## История
Очки «Авиатор» обязаны своим названием каплеобразной форме, которая напоминает защитные очки военных и гражданских лётчиков. Линзы делаются слегка выпуклыми для более плотного прилегания стекла по краям при достаточной для движения ресниц удалённости.
Очки «Авиатор» были изобретены в 1936 году, но до 1938 года они были доступны только лётчикам, а в широкий обиход ещё не вошли.
По легенде, лётчики в то время не надевали в полёт солнцезащитных очков, так как они мешали видеть показания приборов и заметить встречный самолёт. Но потребность в солнцезащитных очках возникла с увеличением высоты полёта, когда военные пилоты заметили, что днём нужна защита от яркого солнечного света. Например, есть сведения, что в 1937 году лейтенант Джон Маккриди летал на воздушном шаре и жаловался, что солнце светило прямо в глаза. Он связался с фирмой Ray-Ban и заказал очки, которые были бы не только защитными, но и нарядными. Они были в лёгкой металлической оправе весом всего 150 г с линзами из минерального стекла. 
Также известно, что в период Второй мировой войны генерал Дуглас Макартур высадился на Филиппины. В газетах сразу же появились несколько его фотографий в очках «Авиатор» с позолоченной оправой и зелёными линзами, которые защищали его глаза от южного солнца.